# Bramy Domu Umarłych
Bramy Domu Umarłych (tytuł oryg. Deadhouse Gates) to drugi z dziesięciu tomów epickiej serii fantasy Malazańskiej Księgi Poległych kanadyjskiego pisarza Stevena Eriksona.
Powieść opublikowano po raz pierwszy w 2000 roku w Wielkiej Brytanii. W Polsce pojawiła się w roku 2001 wydana nakładem wydawnictwa Mag w tłumaczeniu Michała Jakuszewskiego.